# Lübecker Wasserkunst (1867)
| Wasserkunst Lübeck | Wasserkunst Lübeck      |
| |                         |
| Daten | Daten                   |
| --- | ----------------------- |
| Baujahr: | 1867                    |
| Umbau: | 1890                    |
| Turmhöhe: | 29 m                    |
| Nutzhöhe: | 27,4 m                  |
| Behälterart: | Intze-1                 |
| Volumen des Behälters: | 2145 m³                 |
| Betriebszustand: | außer Betrieb           |
| Denkmalschutz: | Kulturdenkmal seit 1989 |
| Turmkopf mit Zinnen, Blendarkaden, Blendfriesen (ein in der Backsteinromanik anzutreffender, so genannter Kreuzrautenfries) und Lübecker Wappen |                         |
| Gekuppelte Zwillingsfenster, so genannte Biforien im unteren Bereich                                                                            |                         |

Die Lübecker Wasserkunst befindet sich im Stadtteil St. Jürgen der Hansestadt Lübeck direkt an der Wakenitz. Das zentrale Gebäude ist der Wasserturm, der als historistisches Bauwerk die Formensprache der Backsteingotik aufnimmt. Er wurde 1867 errichtet und 1890 aufgestockt.

## Mittelalterliche Wasserkünste
Nachdem in der Frühzeit der Stadt Lübeck Wasser aus der Trave, Wakenitz, privaten und öffentlichen Brunnen entnommen worden war, leitete man, da die vorhandene Menge nicht ausreichte, Wasser mit natürlichem Gefälle durch hölzerne Rohre in die Straßen. Man baute Wasserhebewerke, bei denen durch Schöpfräder Wasser aus der Wakenitz in einen Behälter auf der oberen Plattform des Turmes gehoben wurde und in die „Runnen“ – ein niederdeutscher Ausdruck für Holzrinnen mit Deckel und später überwiegend aus durchbohrten Baumstämmen sogenannte „Pipen“ – geleitet wurde. Die größten, die Brauerwasserkunst (15. Jahrhundert) und die Bürgerwasserkunst (1533), standen auf dem Hüxterdamm vor dem Hüxtertor.

## Neubau 1867
Durch immer wieder auftretende Choleraepidemien wurde, nicht zuletzt durch die Bemühungen des Arztes Emil Cordes, der Wunsch nach dem Bau einer neuen Wasserkunst geweckt und 1867 verwirklicht. Es handelte sich um einen Backsteinrundbau, der durch Blendarkaden gegliedert war, die über zwei Stockwerke reichten und gekuppelte Zwillingsfenster aufwiesen. Im Innern befand sich das Sammel- und Ausgleichsbecken, ein ca. 1000 m³ fassender Flachbodenbehälter. Ein Zinnenkranz schloss den Rundbau ab, darüber erhob sich ein 20 Meter hoher Steigeleitungsturm, so dass das durch Sandfilteranlagen gereinigte Wasser auch in hochgelegene Entnahmestellen geleitet werden konnte.

## Umbau 1890
Als immer mehr Häuser an das neue Versorgungswerk angeschlossen wurden, der Verbrauch durch Einbau von Sanitäranlagen ständig stieg und der Gegendruck bei einem Brand auf dem Marktplatz nicht ausreichte, um den Einsatz der Feuerspritzen ausreichend zu ermöglichen, stockte man das Bauwerk auf und gab ihm damit die heutige Gestalt.
Zur Auflockerung der massiven Turmwände wurden glasierte Ziegel eingesetzt. Sie bilden Streifen, die den Mittelteil des Turms spiralartig umlaufen. Der Turmkopf wurde reichlich mit Blendarkaden und weiteren Zierelementen ausgestattet, die sich an der norddeutschen Backsteingotik orientierten. Statt des ursprünglichen Flachbodenbehälters baute man einen Intze-1-Behälter ein. Dieser lag 10 m höher und fasste 2145 m³ Wasser. Er lagerte auf einem Innenfundament, das das Mauerwerk des abgerissenen Steigeleitungsturms ersetzte.
→ Näheres zu den Behälterformen im Hauptartikel Wasserturm

## Historische Fotos

Der Wasserturm der 1867 erbauten Wasserkunst in seiner ursprünglichen Gestalt vor der Aufstockung von 1890
Der Wasserturm der Lübecker Wasserkunst in der Gestalt, die er seit 1890 hat
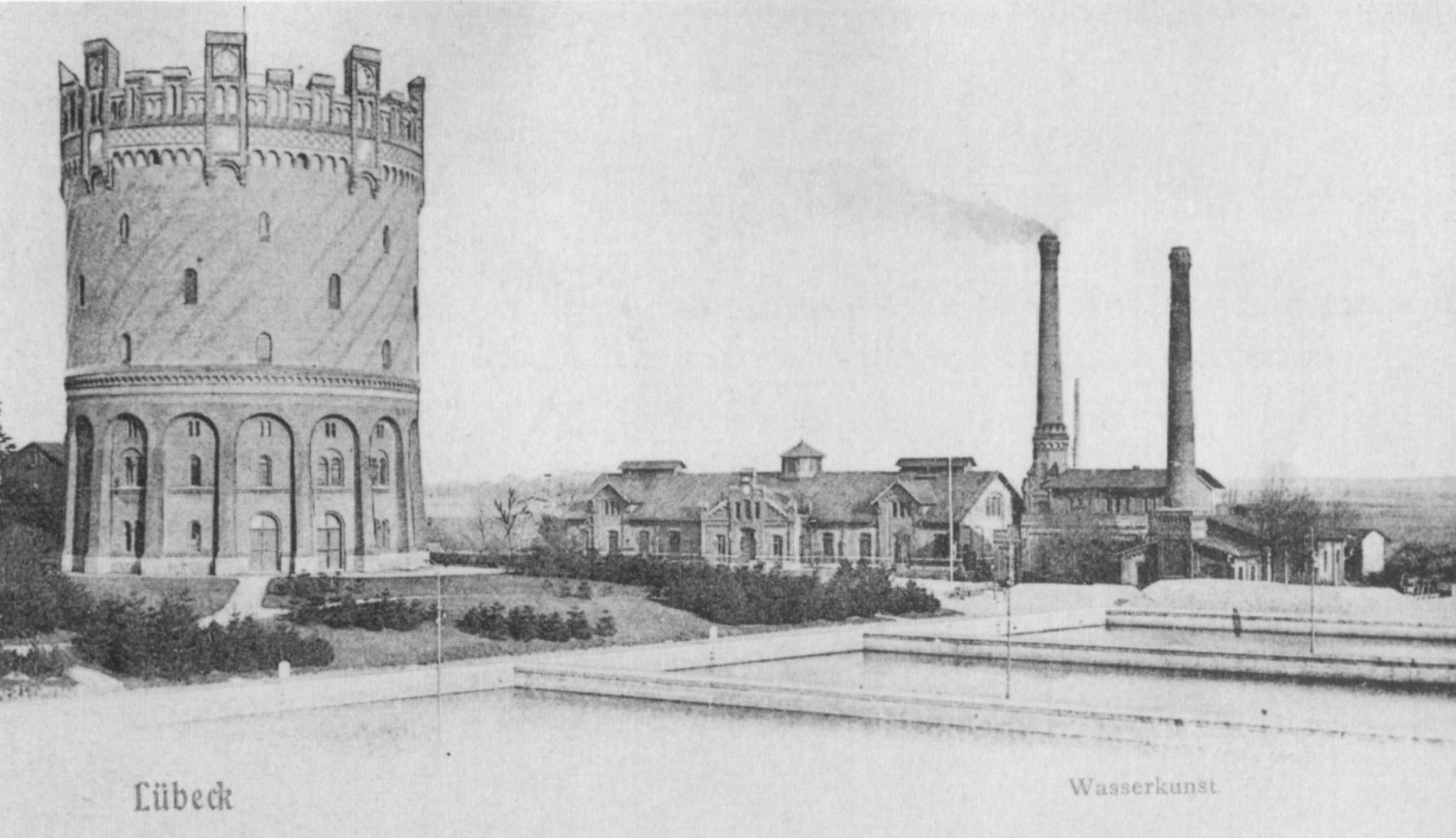
Die Gesamtanlage der Wasserkunst im Jahre 1900

## Heutige Situation
Das Quantitätsproblem war damit gelöst, nicht aber das der Wasserqualität. Chlorgeruch und -geschmack trübten den Genuss, so dass nach Grundwasser gebohrt werden musste. Nach Inbetriebnahme des Wasserwerks Kleinensee 1972 (seitdem keine Chlorung mehr) und 1981 in Klein Disnack wurde das Wasser erheblich verbessert. Die Wasserkunst konnte außer Betrieb gesetzt werden. Auf dem Gelände der Wasserkunst befinden sich heute 4 Reinwasserbehälter mit zusammen 14.400 m³ Inhalt, in denen nachts Wasser aus den Wasserwerken gespeichert wird, um es tagsüber bedarfsorientiert über Pumpen in das Lübecker Trinkwassernetz zu speisen. Der historische Wasserturm wird seit 2018 als Wasserspeicher nicht mehr genutzt und ist seit 2022 vollends außer Betrieb. Er war bis dahin Europas ältester in Betrieb befindlicher Wasserturm.
1989 wurde die Wasserkunst unter Denkmalschutz gestellt, weil sie „ein architektonisch charakteristisches, in der Formensprache der Neugotik ausgeführtes Zeugnis industrieller Bauweise, für die örtliche Situation markant und als öffentlicher Profanbau mit Charakter von hoher städtebaulicher Bedeutung“ ist.
Die Fläche um die Wasserkunst ist einer neuen Nutzung in Form eines Wohnquartiers zugeführt. Drei Straßen werden diesen Bereich erschließen und auf die historische Bedeutung verweisen. Die Straßennamen lauten: „Alter Wasserturm“, „Brunnenstube“, „Zum Wasserspeicher“.